# Воронин, Сергей Алексеевич
Серге́й Алексе́евич Воро́нин (30 июня [13 июля] 1913, Любим, Ярославская губерния — 20 октября 2002[…], Санкт-Петербург) — советский прозаик, редактор. Дед иерея Григория Анатольевича Ивасенко.

## Биография
Родился 30 июня (13 июля) 1913 года в семье служащего в городе Любиме Ярославской губернии (ныне Ярославской области).
В 1928 году окончил ФЗУ, затем работал токарем на заводе и заочно учился в Горном институте (не окончил).
Был осуждён за уклонение от службы в РККА.
В 1937—1945 годах работал в изыскательских партиях, прокладывавших трассы новых железных дорог на Дальнем Востоке, Урале, Поволжье и Кавказе. Затем работал журналистом в газете «Смена» (1945—1947).
Член ВКП(б) с 1947 года.
В 1947 году вышел его первый сборник рассказов — «Встречи».
Именно он — автор романа «На своей земле» (1948—1952), повести «Ненужная слава» (1955), многочисленных других произведений. Его литературные интересы были очень широки. Он писал о геологах и изыскателях, прокладывающих дороги и тропы в неизведанной таёжной чаще, о рабочих и тружениках деревни, об учителях и художниках, о рыбаках и писателях. Всем произведениям писателя присуща глубинная связь его героев с родной землёй, их страстная, не зависящая от возраста любовь к природе. Об этом рассказывают его книги для детей и для взрослых.
В 1951—1952 годах ему было поручено заведовать ленинградским корпунктом «Литературной газеты».
В 1957—1964 годах — главный редактор журнала «Нева».
В 1969 году был среди писателей, выступивших против журнала «Новый мир» («Письмо одиннадцати»).
Воронин в 1990 году подписал «Письмо 74-х».
В Псковской области, в поисках летней дачи для своих литературных трудов писатель появился в 1973 году. Путешествуя по Новгородов-Псковским землям, ему больше всего приглянулось Чудское озеро. Там же он и решил обосноваться, купив себе участок. Там он и его семья поселилась в селе Спицино, что пролегает вдоль трассы Гдов — Псков у самых берегов Чудского озера.
Похоронен в Спицино. Спустя 9 лет после его смерти рядом с ним была похоронена жена.

## Семья
- Жена — Мария Григорьевна Ивасенко‚ умерла в возрасте 98 лет.
- Дочь — Наталья Сергеевна Ивасенко, искусствовед, также пишет рассказы.

## Творчество
В своем первом рассказе «Таёжник» (1944) описывает сибирских золотоискателей. Известность принесла Воронину его повесть о колхозной жизни во время войны «Ненужная слава» (1956). «Воронин описывает большей частью отдельные ситуации и эпизодические явления; более объёмные описания взаимосвязи событий ему не даются. Качество прозы Воронина очень различно; порой читателю мешают растянутость и избыток разговорной лексики и синтаксиса (даже не в прямой речи), а порой эта проза глубоко захватывает читателя» (Вольфганг Казак).
Повесть Воронина «Жизнеописание Ивана Петровича Павлова» (1984), вопреки распространенному мнению, нельзя в полной мере признать документальной. Например, ошибочно описаны отношения Павлова и его друга и земляка со студенческих лет Н. С. Терского, а также характер последнего. В частности, сцена, где Терский предлагает Павлову совместно эмигрировать в Швецию, и где они поссорились и расстались навсегда, не соответствует действительности. По свидетельству зятя Терского — А. А. Калачева, Терский никуда не эмигрировал, продолжал проживать в Санкт-Петербурге (Ленинграде), оставался другом Павлова до своей смерти, часто навещал его, вместе со своей женой Ф. И. Терской (ур. Кондаковой). Павлов дарил Терскому свои книги, в том числе, в 1923, 1927 г.г. с дарственной надписью «Земляку и другу Николаю Сергеевичу Терскому».

## Киносценарии
- 1957 — Всего дороже
- 1958 — Дом напротив
- 1960 — До будущей весны
- 1969 — Эхо далёких снегов

## Награды и премии
- Государственная премия РСФСР имени М. Горького (1976) — за книгу «Родительский дом»
- орден Октябрьской Революции (1983)
- орден Трудового Красного Знамени (12.07.1988)
- орден «Знак Почёта»
- медали